# Pseudopedaria villiersi
Pseudopedaria villiersi là một loài bọ cánh cứng trong họ Bọ hung (Scarabaeidae).